# Peretu
Peretu es una comuna ubicada en el distrito de Teleorman, Rumania.

## Superficie
Posee una superficie de 73,06 kilómetros cuadrados.

## Demografía
Hasta 2021 la población era de 6090 habitantes, con una densidad de población de 83,36 habitantes por kilómetro cuadrado.